# Situationsanpassat ledarskap
Situationsanpassat ledarskap inom organisationsteori är en typ av ledarskapsteori, ledarstil och modell som går ut på att olika ledarstilar är bättre i olika situationer och att ledare måste vara flexibla nog att anpassa sin ledarstil till de olika situationer som organisationen befinner sig i. En situationsanpassad ledare är den som snabbt kan växla sin ledarstil efter hur situationen förändras.

## Modellen
Paul Hersey, professor i management som skrivit boken Situational Leader, och Ken Blanchard, författaren till Enminutschefen och den efterföljande serien, skapade en modell för situationsanpassat ledarskap. År 1969 skrevs det om modellen i boken Management of Organizational Behavior. Modellen bygger på att varje situation kräver sin typ av ledarstil. Den är enkel att förstå och den fungerar överallt. Situationsanpassat ledarskap beskrivs där som en modell för att långsiktigt utveckla individer så att de kan uppnå sin högsta prestationsnivå i fråga om specifika mål eller uppgifter. Det är en process som hjälper individer att motivera och styra sig själva.

## Situationsanpassat ledarskap II, SLII
Efter att ha funnit att några av originalmodellens viktiga aspekter inte fungerade i praktiken skapade Ken Blanchard Situationsanpassat Ledarskap II som grundar sig på forskning gjord av hans kollegor Don Carew, Wunice Parisi-Carew, Fred Finch, Patricia Zigarmi, Margie Blanchard och Lauri Hawkins.
SLII bygger på förhållandet mellan individens uppgiftsrelaterade utvecklingsnivå (kompetens och engagemang) och den ledarstil (instruktion och stöd) som ledaren använder. Med rätt sorts ledarskap kan en person så småningom bli självständig och resultatinriktad, det vill säga en U4 (läs mer under utvecklingsnivåer) som visar en hög grad av kompetens och engagemang för ett visst mål eller en viss uppgift.

## Utvecklingsnivåer
De fyra utvecklingsnivåerna inom SLII representerar olika kombinationer av varierande kompetens och engagemang.
- U1 - Låg kompetens/högt engagemang. Den entusiastiske, men oerfarne. Entusiastisk och ivrig att lära men har låg om ens någon erfarenhet.
- U2 - Låg till viss kompetens/lågt engagemang. Den besvikne och passive. Besviken, frustrerad.
- U3 - Måttlig till hög kompetens/varierande engagemang. Den skicklige, men försiktige. Osäker på sin egen kompetens.
- U4 - Hög kompetens/högt engagemang. Den självständige och resultatinriktade. Självgående.

## Den situationsanpassade ledarens tre färdigheter
1. Diagnos - att bedöma en medarbetares behov av instruktion och stöd (utvecklingsnivå)
2. Flexibilitet - att ledigt använda sig av flera olika ledarstilar
3. Partnerskap för prestation - att nå överenskommelser om vad ledaren och individen behöver från varandra när de arbetar tillsammans.

## Att välja den lämpligaste ledarstilen
Ledarstil är de beteenden en ledare använder gentemot andra under längre tid så som de upplever det. Det finns två grundläggande ledarbeteenden: instruktivt beteende och stödjande beteende. De olika ledarstilarna matchar de olika utvecklingsnivåerna.
- S1 - Instruerande. Mycket instruktivt och lite stödjande beteende. Visar och berättar hur.
- S2 - Coachande. Mycket instruktivt och mycket stödjande beteende. Förklarar varför, uppmuntrar.
- S3 - Stödjande. Lite instruktivt och mycket stödjande beteende. Fattar gemensamt beslut, uppmuntrar.
- S4 - Delegerande. Lite instruktivt och lite stödjande beteende. Tillåter självbestämmande och tillhandahåller resurser.